# Tokatlıyan-Hotel

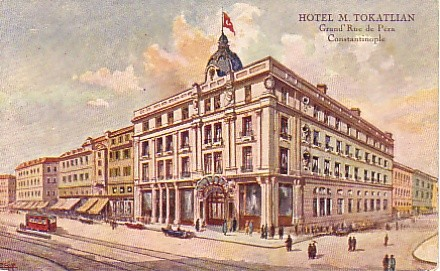
Das Tokatlıyan-Hotel an der Rue de Pera (İstiklâl Caddesi) in Pera

Die Tokatlıyan-Hotels (französisch Hôtel M. Tokatlian), gegründet 1897 vom osmanischen Armenier Mıgırdiç Tokatlıyan, waren zwei Luxushotels in Istanbul. Dort waren Persönlichkeiten wie Mustafa Kemal Atatürk und Leo Trotzki zu Gast. Sie galten als Lieblingshotels Atatürks und werden als die ersten modernen Hotels betrachtet, die in der Türkei gebaut wurden.

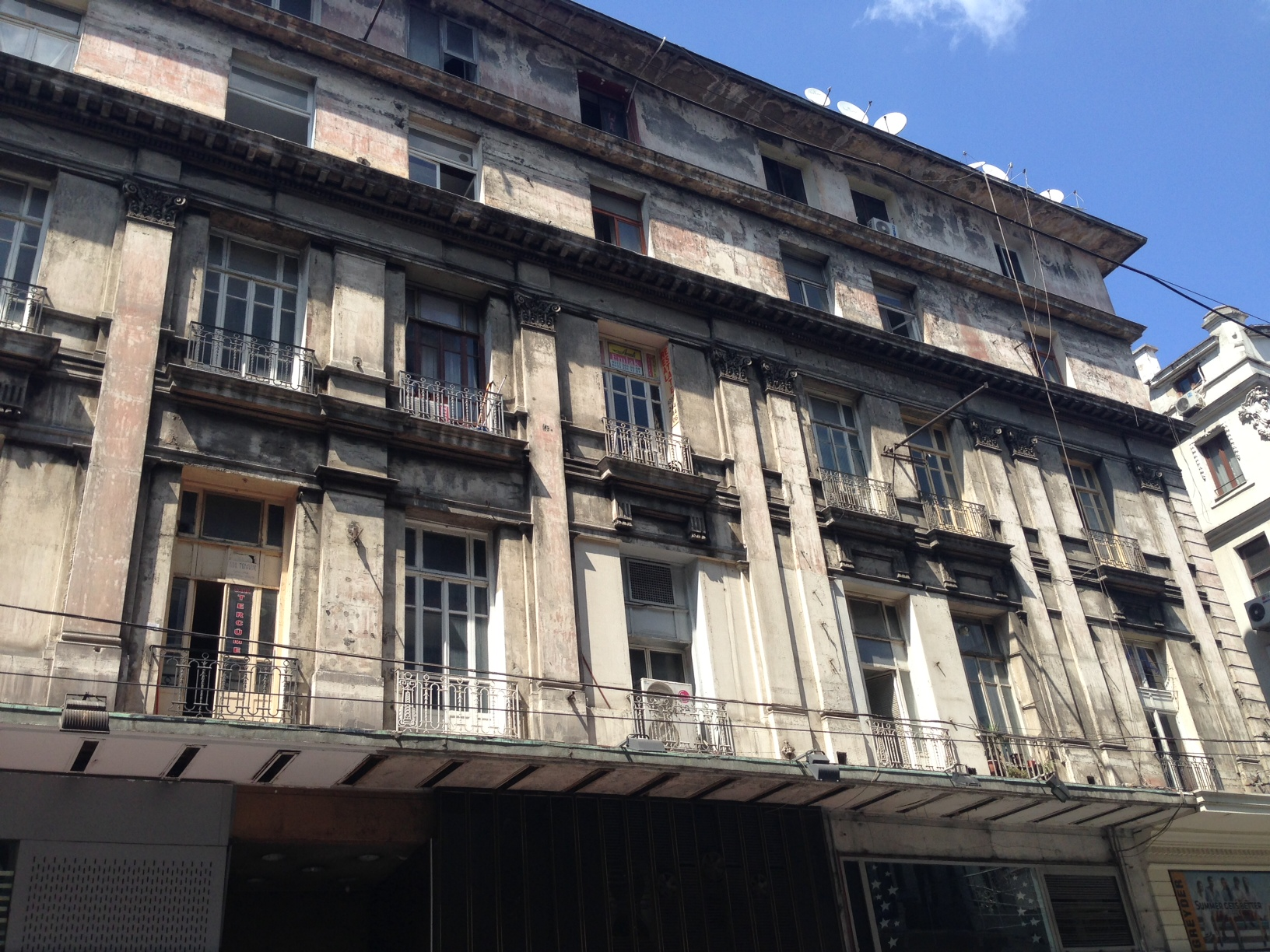
Das Tokatlıyan-Gebäude in Pera 2013

## Geschichte
Die Tokatlıyan-Hotels wurden von Mıgırdiç Tokatlıyan gegründet, einem osmanischen-christlichen Bürger armenischer Abstammung, der 1883 von Tokat nach Istanbul zog und den Nachnamen Tokatlıyan annahm, was „aus Tokat stammend“ bedeutet. Mıgırdiç Tokatlıyan ließ sich später in Nizza, Frankreich, nieder, wo er den Rest seines Lebens verbrachte.

## Pera-Niederlassung
Mıgırdiç Tokatlıyan baute das erste Tokatlıyan-Hotel 1897 an der Rue de Pera (heute İstiklâl Caddesi) im heutigen Beyoğlu. Das Hotel war zunächst als Hôtel Splendide bekannt, doch änderte sich der Name bald zu Hôtel M. Tokatlian. Es hatte ursprünglich 160 Zimmer, deren Möbelausstattung aus Westeuropa importiert wurde. Das Hotel umfasste Säle und Zimmer mit Hochdecken und hatte ein eigenes Wappen aus echtem Silber, das überall um das Hotel platziert wurde. Das Hotel war lange Zeit der beliebteste Treffpunkt der Konstantinopler High Society. Viele berühmte Persönlichkeiten wie Leo Trotzki, Josephine Baker und der Staatsgründer Mustafa Kemal Atatürk waren Gäste des Hotels.
Während des Ersten Weltkrieges und dem Völkermord an den Armeniern wurde das Hotel beschädigt und seine Fenster zerschlagen. Es wurde schließlich 1919 dem jugoslawischen Unternehmer Nikolai Medowitsch übergeben und danach dem türkischen Geschäftsmann İbrahim Gültan, der den Hotelnamen in Konak umänderte. Während der 1950er Jahre wurde das Hotel aufgrund mangelhafter Wartung mitgenommen und in einem verfallenen Zustand von der armenischen Üç Horan (Heilige Dreifaltigkeit)-Kirche übernommen.
Heute steht das Gebäude neben der Çiçek Pasajı. Seine unteren Geschosse werden als Hotel genutzt, während andere Räume als Läden oder Bank in Gebrauch sind. Viele der oberen Geschosse, welche die Kuppel der Baustruktur ersetzen, können nicht mehr betreten werden.

## Tarabya-Niederlassung
Nach dem Erfolg des ersten Tokatlıyan-Hotels eröffnete Mıgırdiç Tokatlıyan 1909 ein weiteres Hotel in Tarabya. Das Hotel hatte 120 Zimmer und lag an den Ufern des Bosporus. Das Hotel wurde sehr beliebt. Am 19. April 1954 wurde es durch ein Feuer schwer beschädigt. Im Jahre 1964 wurde das Hotel wiederaufgebaut und sein Name in Büyük Tarabya Oteli umgeändert. Das Hotel wurde für zahlreiche türkische Filme und Fernsehserien wie Cici Gelin, Acele Koca Aranıyor, Arım Balım Peteğim und weitere als Kulisse genutzt.

## Rezeption
Das Tokatlıyan-Hotel wird in zahlreichen literarischen Werken wie in Orhan Pamuks Das schwarze Buch  sowie in Agatha Christies Werken Parker Pyne ermittelt und Mord im Orient-Express erwähnt und beschrieben.